# Боэм, Никола
Никола Боэм (итал. Nicola Boem, род. 27 сентября 1989 в Сан-Дона-ди-Пьяве, Италия) — итальянский профессиональный шоссейный велогонщик, выступающий за команду проконтинентальну команду «Bardiani-CSF». Начал выступать как профессионал с сезона 2013 года. В 2015 году одержал победу на 10-м этапе Джиро д’Италия.

## Достижения
2009
2-й Джиро дель Бельведере
5-й Кубок Сан Джео
2010
1-й Этап 6 Джиро Валле д`Аоста
3-й Трофей Франко Балестры
8-й Джиро дель Бельведере
2011
1-й Джиро дель Бельведере
2-й Трофей Франко Балестры
3-й Трофей Брешии
5-й Кубок наций Сагенея
6-й Трофео Эдил
2012
2-й Трофео Эдил
2-й Кубок Сан Джео
2014
1-й Этап 6 Тур Дании
2015
1-й Этап 10 Джиро д’Италия
2017
1-й  Спринтерская классификация Тур Дубая

## Статистика выступлений

### Гранд-туры
| Гонка           | 2013 | 2014 | 2015 | 2016 | 2017 |
| --------------- | ---- | ---- | ---- | ---- | ---- |
| Джиро д'Италия  | 137  | 128  | 159  | 139  | 152  |
| Тур де Франс    | —    | —    | —    | —    | —    |
| Вуэльта Испании | —    | —    | —    | —    | —    |

| — | Не участвовал |